# Camillo Fischer

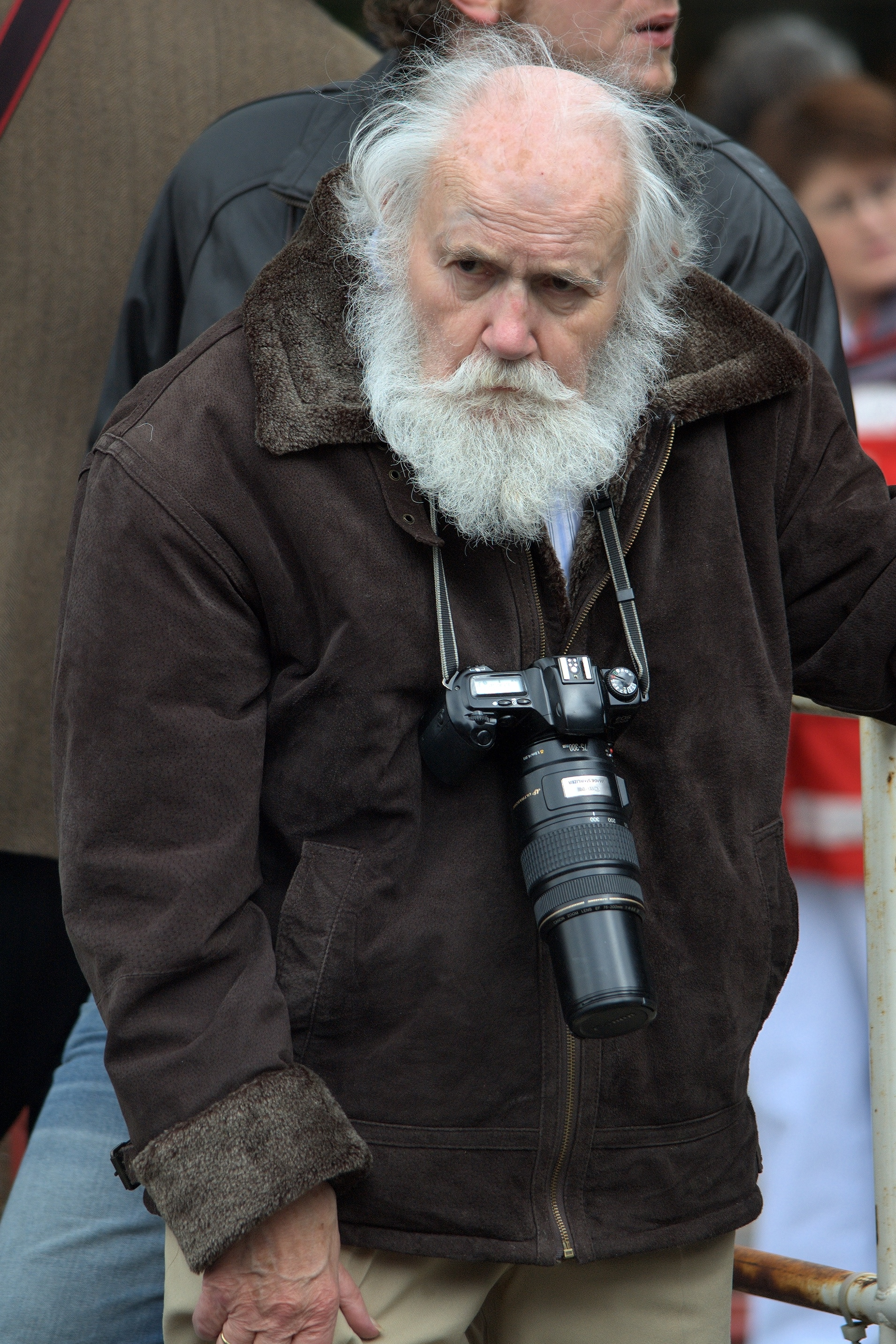
Camillo Fischer (2005)

Camillo Fischer (* 23. Juni 1920 in Zittau/Sachsen; † 2. November 2009 in Straubing) war ein deutscher Fotojournalist und künstlerischer Fotograf. Konrad Adenauer nannte ihn wegen seines Vornamens und seines schelmischen Naturells „Don Camillo“.

## Bis 1960
Fischer verbrachte seine Schulzeit in Berlin und Hamburg, bevor er im Zweiten Weltkrieg als Soldat bei der Marine diente und danach in Kriegsgefangenschaft geriet. Doch bereits 1946 konnte er eine Landwirtschaftslehre beginnen und ab 1949 an der Universität Hohenheim Landwirtschaft studieren. 1953 machte er dort seinen Abschluss als Diplom-Landwirt.
Von 1954 bis 1959 arbeitete Fischer als Landwirtschaftlicher Berater. Seine Leidenschaft für die Fotografie war da allerdings bereits geweckt und sein Können soweit entwickelt, dass er ab 1960 als freier Bildjournalist arbeiten konnte.

## Das Werk
Früh suchte er den Kontakt zur noch jungen deutschen Demokratie und zu den Politikern der „Bonner Republik“. Da er sehr bald darauf verzichtete, seine Aufnahmen mit Blitzlicht zu machen, und darüber hinaus für sein hohes Maß an Diskretion bekannt wurde, ließ ihn die Bonner Prominenz bald schon an zahlreichen Veranstaltungen teilnehmen, bei denen die Presse ansonsten unerwünscht war.
In den folgenden vierzig Jahren entstanden auf diese Weise weit über zwei Millionen S/W-Aufnahmen von lokalen, nationalen und internationalen Persönlichkeiten: John F. Kennedy, Konrad Adenauer, Willy Brandt, Walter Scheel, Herbert Wehner, Helmut Schmidt, Johannes Paul II., Mutter Teresa, dem Dalai Lama, Nikita Chruschtschow, Petra Kelly und zahllosen anderen. Es entstanden zumeist sehr persönliche Momentaufnahmen, die einen Blick hinter die Kulissen von Politik, Gesellschaft und Showgeschäft gewährten.
In den 1980er Jahren wurde Fischer für seine unerwarteten (und von Veranstalterseite her meist unerwünschten) Bühnenauftritte bekannt, bei denen er sich lautstark für den Schutz des tropischen Regenwaldes einsetzte. Während sich die Bonner Gesellschaft irgendwann an diese Kurzreden gewöhnt hatte oder man ihm kurzerhand das Mikrofon abschaltete, musste Fischer hierfür eine Nacht in einem US-amerikanischen Gefängnis verbringen, nachdem er sich für einen derartigen Auftritt den Garten des Weißen Hauses in Washington, D.C. ausgewählt hatte.
1984 wurde Fischer in die Deutsche Gesellschaft für Photographie (DGPh) berufen.
Nach dem Umzug des größten Teils der Bonner Regierung nach Berlin 1999 wandte sich Fischer wieder mehr der künstlerischen Fotografie zu. So widmete er eine ausführliche Fotoserie dem Puppenspieler Gerd J. Pohl oder lichtete stimmungsvoll und ausdrucksstark Baumstrukturen ab. Eines seiner persönlichen Lieblingsmotive ist seine dreißig Jahre jüngere Ehefrau Therese, mit der er seit Ende 2005 in Straubing lebte.
1995 widmete der Bonner Diplom-Journalist Thorsten-Gerd Hildenbrandt Camillo Fischer die Radioreihe Yesterday, die im Rahmen des lokalen Bürgerfunks auf Radio Bonn/Rhein-Sieg ausgestrahlt wurde. In diesen Sendungen (je 52 Minuten), die Georg Pakosch moderierte, wurden das Leben von Fischer, seine Projekte und seine Verdienste gewürdigt.
1997 wurde Fischer für seine künstlerischen Verdienste mit dem Rheinlandtaler ausgezeichnet.
Camillo Fischers Bilder wurden in zahlreichen Ausstellungen unter anderem in Bonn, Berlin und in Fischers letztem Wohnort Straubing gezeigt. Sein umfangreiches Negativarchiv befindet sich heute im Stadtarchiv der Bundesstadt Bonn.